# Mitsamiouli
Mitsamiouli je grad na otoku Grande Comore na Komorima. Ima 6100 stanovnika. Iz njega potječe političarka Djoueria Abdallah. To je 19. grad po veličini na Komorima i 5. na Grande Comoreu.

## Znamenitosti
- Stade Said Mohamed Cheikh, višenamjenski stadion